# Присідання
Присіда́ння або навпри́сядка (англ. squat) — базова силова вправа, є однією з трьох основних вправ у пауерліфтингу (разом зі становою тягою та жимом лежачи).
При виконанні присідань спортсмен сідає навприсядки, а потім встає, повертаючись в положення стоячи. Присідання вважаються однією з найважливіших вправ не тільки в силовому спорті, але і в загальній фізичній підготовці, використовується як допоміжна вправа в процесі підготовки спортсменів практично всіх спортивних дисциплін.

## Варіанти виконання

### З додатковою вагою

Присідання зі штангою на спині

- Присідання зі штангою на спині — штанга лежить на спині атлета на верхній частині трапецієпобідних м'язів, біля нижньої частини шиї (олімпійська важка атлетика). Також штангу можна тримати нижче, на верхній частині спини та задніх пучках дельтоподібних м'язів (пауерліфтинг). Ці дві варіації, відповідно, звуться присідання з низьким грифом (або пауерліфтингові присідання) та присідання з високим грифом (або олімпійські присідання). Ноги у розташовуються приблизно на ширині плечей. Окрім штанги, цю вправу також часто виконують у машіні Сміта.
- Присідання зі штангою на грудях (фронтальні присідання) — атлет тримає штангу спереду тіла, у затиску або ж схрестивши руки та поклавши кисть зверху на штангу. Ця вправа родом із важкої атлетики. Ідея у перенесенні штанги із спини на ключиці полягає у зміні вектору навантаження. При класичному розміщенні штанги — на спині, навантаження розподіляється між задньою поверхнею стегна (двоголовими м'язами та сідницями) та передньою (чотирьохголовими м'язами стегна). При виконанні присідань зі штангою на грудях навантаження зміщується на передню поверхню ноги. Тому, цю вправу часто виконують бодибілдери[1]високого зростання з метою зниження навантаження на сідниці та підвищення її на квадрицепси.Фронтальні присідання

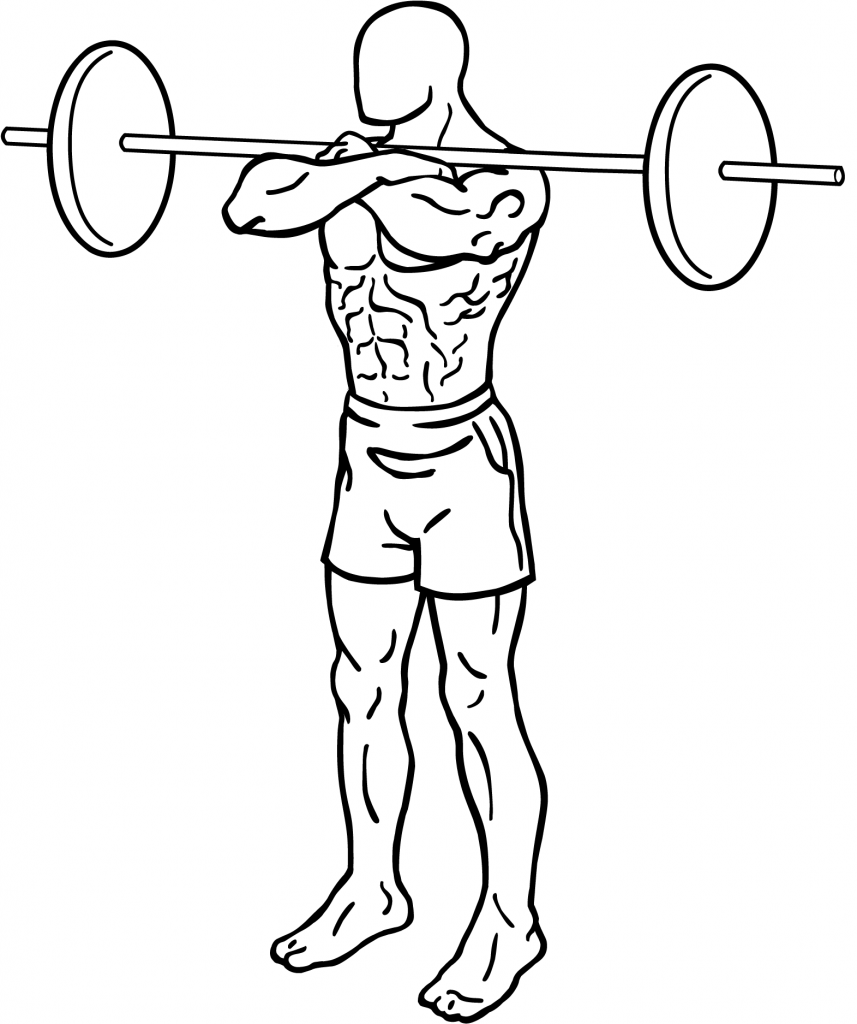
Фронтальні присідання

- Присідання в стилі «сумо» — штанга розташована на плечах атлета, так само як і у звичайних присіданнях, але ноги розташовуються значно ширше від ширини плечей.
- Гакк-присідання — названі на честь російського борця початку XX століття Георга Гакеншмідта. У цьому варіанті присідань штанга утримується ззаду на витягнутих руках і піднімається з підлоги. Існують також спеціальні машини для гак-присідань. Вони перекладають частину навантаження з ніг на спину. При присіданні в тренажері можна змістити навантаження на зовнішній бік стегна, якщо поставити ноги на ширину плечей.
- Сіссі-присідання — ця вправа вимагає від достатньої гнучкості. При виконанні сіссі-присіда атлет відхиляється назад до упору, при цьому стегна та торс повинні лежати в одній площині. Для запобігання втраті рівноваги рекомендується триматися рукою за спинку стільця або інший нерухомий предмет. Сіссі-присідання дозволяють сконцентрувати навантаження на нижній частині квадрицепсів, ближче до колін.
- Присідання з гантелями — виконуються з утриманням навантаження (зазвичай гантелі або гирі) в опущених руках — такий вид присідань за своїм ефектом близький до станової тяги. Найбільше навантаження отримують ноги та спина.

### З вагою тіла
- Присідання з вагою тіла — виконується без додаткової ваги, штанги чи гирі та зазвичай виконується з більшою кількістю повторювань аніж присідання з додатковою вагою
- Присідання з підстрибуванням[2] — одна з основних вправ пліометрики. Після того як атлет опускається у присіданні, замість повільного підйому, він робить різке підстрибування вгору.

### По глибині присідань
- Часткові присідання

Такий різновид присідань виконуються з обмеженою амплітудою руху. Часткові присідання використовуються переважно пауерліфтерами під час роботи над «мертвими точками» — ділянками траєкторії присідання, у яких спортсмен відчуває найбільші труднощі. Завдяки скороченню амплітуди руху, вага в часткових присіданнях може бути більша, ніж в інших видах, що створює велике навантаження на сполучні тканини кінцівок та кістки.
- Присідання до паралелі

Найпоширеніший варіант присідань. Глибина присіду обмежується моментом, коли стегно паралельно підлозі.
- Глибокі присідання

Присідання вважаються глибокими, коли тазостегновий суглоб опускається нижче колінного. Глибокий присід раніше використовувався переважно важкоатлетами. Однак зараз, присідати нижче паралелі вважають за правило і бодібілдери. Низька глибина присіду змушує включатися в роботу м'язів сідниць активніше. Завдяки цьому початкова фаза вправи — підйом із початкового положення дається легше. Що в результаті, дає можливість збільшити вагу штанги. Посилене розтягування м'язів передньої поверхні стегна при опусканні таза нижче паралелі є додатковим фактором їх росту. Крім штанги та гантелі глибокі присідання можна робити і в машині Сміта. Головна особливість присідів у тренажері в тому, що стабілізація корпусу дає можливість винести ноги далеко вперед, тим самим знизити навантаження на квадрицепс і підвищити її на сідниці. З цієї причини глибокі присідання в машині Сміта виконують ті атлети, які хочуть швидко накачати м'язи сідниць.

## Рекорди
- Абсолютний світовий рекорд в багатошаровому екіпіруванні належить фінському атлету Йонасу Рантанену і складає 575 кг.
- Абсолютний рекорд в одношаровому екіпіруванні в федерації IPF складає 490 кг і належить норвежцю Карлу Юнгвару Крістенсену.
- Абсолютний рекорд в присіданнях в бинтах був встановлений 22 липня 2017 року ізраїльським атлетом Владиславом Алхазовим і дорівнює 525 кг.[5]
- Абсолютний рекорд в присіданнях без екіпірування був встановлений американським спортсменом Доном Рейнходтом в 1975 році і складає 423,5 кг (934 фунти).
- Абсолютний рекорд в присіданнях в наколінниках був встановлений американський атлетом Реєм Уільямсом на Arnold Classic 2017 і дорівнює 477,5 кг.

Найбільший зафіксований результат в присіданнях без екіпірування в історії людства був показаний Полом Андерсоном — 544,5 кг. Однак це сталося ще до створення спортивних федерацій і пауерліфтингу як такого, тому даний рекорд зараз, як правило, не враховується.